# Lebeckia subnuda
Lebeckia subnuda är en ärtväxtart som beskrevs av Dc. Lebeckia subnuda ingår i släktet Lebeckia och familjen ärtväxter. Inga underarter finns listade i Catalogue of Life.